# Франко Акоста
Франко Акоста (ісп. Franco Acosta, нар. 5 березня 1996, Монтевідео — 6 березня 2021) — уругвайський футболіст, нападник.

## Клубна кар'єра
Народився 5 березня 1996 року в місті Монтевідео. Вихованець футбольної школи клубу «Фенікс». За першу команду він дебютував 23 листопада 2013 року в матчі проти «Ліверпуля» з Монтевідео. У своєму дебютному сезоні він відзначився непоганою результативністю, забивши п'ять голів у дванадцяти матчах, але у першій половині сезону 2014/15 Франко забив лише один гол у восьми зустрічах.
У січні 2015 року Акоста перейшов до іспанського «Вільярреала», де став виступати за резервну команду, провівши за три роки 58 матчів у Сегунді Б, третьому дивізіоні країни. А з січня 2018 року став виступати на правах оренди, спочатку за іспанський «Расінг», що також грав у Сегунді Б, а потім за уругвайські «Бостон Рівер» та «Пласа Колонія».
Акоста залишив «Вільярреал» наприкінці 2019 року і залишився без клубу до 10 серпня 2020 року, коли підписав контракт з «Атенасом». До загибелі відіграв за команду із Сан-Карлоса 7 матчів в національному чемпіонаті.

## Виступи за збірні
2013 року у складі юнацької збірної Уругваю (U-17) брав участь у юнацькому чемпіонаті Південної Америки 2013 року. Його збірна посіла там четверте місце, а сам Франко став найкращим бомбардиром турніру, забивши 8 голів у 8 іграх. Цей результат дозволив команді поїхати на юнацький чемпіонат світу 2013 року в ОАЕ, де Акоста забив 4 голи у 5 іграх, дійшовши з командою до чвертьфіналу. Загалом на юнацькому рівні взяв участь у 26 іграх, відзначившись 14 забитими голами.
З 2014 року залучався до складу молодіжної збірної Уругваю, з якою виступав на молодіжному чемпіонаті Південної Америки 2015 року, де забив 4 голи у 9 іграх і здобув з командою бронзові нагороди. Цей результат дозволив команді поїхати і на молодіжний чемпіонат світу 2015 року в Новій Зеландії, де Акоста зіграв у всіх чотирьох матчах і забив гол у грі з Малі (1:1), а чилійці вилетіли на стадії 1/16 фіналу. Всього на молодіжному рівні зіграв у 28 офіційних матчах, забив 8 голів.

## Досягнення
- Найкращий бомбардир юнацького чемпіонату Південної Америки (1): 2013

## Смерть
6 березня 2021 року Акоста зник, спробувавши разом із братом переплисти річку Арройо-Пандо в департаменті Канелонес, Уругвай. Через два дні, 8 березня 2021 року, було знайдено тіло Франко, що підтвердило його смерть.